# Фёдоровка (Сартанская поселковая община)
Фёдоровка (укр. Федорівка) — село, входит в состав Чермалыкского сельского совета Волновахского района Донецкой области, до 11 декабря 2014 года входило в Тельмановский район.
Код КОАТУУ — 1424881203. Население по переписи 2001 года составляет 40 человек. Почтовый индекс — 87100. Телефонный код — 6279.

## История
В 2014 году село переподчинено Волновахскому району.

## Местный совет
87142, Донецкая область, Волновахский район, село Чермалык, ул. Ленина, 38; тел. 2-32-31.